# Jean Pons (1913-2005)
Pour les articles homonymes, voir Jean Pons (homonymie) et Pons.
Jean Pons, né le 30 mars 1913 dans le 14e arrondissement de Paris et mort le 16 avril 2005 à Eygalières, est un artiste peintre, artiste de collage, graveur, illustrateur et sculpteur français.

## Biographie
Jean Paul Pons est né le 30 mars 1913 dans le 14e arrondissement de Paris,.
Il est formé à l'École Estienne à Paris. Son atelier de lithographie a été fréquenté par les grands noms de l'art du XXe siècle et il a apprécié l'amitié de Nicolas de Staël, Lanskoy, Poliakoff, Serge Charchoune, Delaunay, Kandinsky. Il a vécu et travaillé à Paris.
Jean Pons meurt le 16 avril 2005 à Eygalières.

## Expositions

### Expositions personnelles
- 1952 : Galerie Suzanne Michel, Paris[1]
- 1954 : Galerie Suzanne Michel, Paris[5]
- 1963 : Mensch, Hambourg[1]
- 2001 : Ars in fine, Paris[1]

### Expositions collectives
- 1932 : Salon des indépendants[1]
- 1953 : Galerie Suzanne Michel, Paris, avec Constant, Stephen Gilbert, Claude Goulet, Selim Turan, François Willi Wendt, Jocelyn Chewett[6]